# 南村镇 (石家庄市)
南村镇，是中华人民共和国河北省石家庄市长安区下辖的一个乡镇级行政单位。

## 行政区划
南村镇下辖以下地区：
大丰屯社区、南村、董家庄村、吴家营村、南五女村、东五女村、北五女村、南杨庄村、南中奉村、小屯村、中塔口村、东塔口村、侯帐村和北中奉村。